# Pristimantis marmoratus
Espèce
Synonymes
- Hylodes marmoratus Boulenger, 1900
- Eleutherodactylus marmoratus (Boulenger, 1900)
- Hylodes grandoculis Van Lidth de Jeude, 1904
- Eleutherodactylus grandoculis (Van Lidth de Jeude, 1904)

Statut de conservation UICN

 LC  : Préoccupation mineure
Pristimantis marmoratus est une espèce d'amphibiens de la famille des Craugastoridae.

## Répartition
Cette espèce se rencontre entre 30 et 1 460 m d'altitude dans le nord de l'Amazonie,, :
- en Guyane ;
- au Suriname ;
- au Guyana ;
- au Venezuela dans les États d'Amazonas, de Bolívar et du Delta Amacuro ;
- au Brésil dans les États d'Amapá, du Pará, d'Amazonas et du Roraima.

Sa présence est incertaine au Pérou et en Colombie.

## Publication originale
- Boulenger, 1900 : Report on a collection made by Messrs F. V. McConnell and J. J. Quelch at Mount Roraima in British Guiana. BATRACHIANS. Transactions of the Linnean Society  of London, sér. 2, vol. 8, p. 55–56 (texte intégral).